# Nikólskoie (Uliànovsk)
Nikólskoie (en rus: Никольское) és un poble a l'óblast d'Uliànovsk, a Rússia, que el 2010 tenia 323 habitants. Pertany al districte municipal de Kuzovàtovo.